# Brunegggletscher
Brunegggletscher – lodowiec o długości 4 km (2005 r.) i powierzchni 6,68 km² (1973 r.).
Lodowiec położony jest w Alpach Pennińskich w kantonie Valais w Szwajcarii.